# Distretto di Nový Jičín
Il distretto di Nový Jičín (in ceco okres Nový Jičín) è un distretto della Repubblica Ceca nella regione di Moravia-Slesia. Il capoluogo di distretto è la città di Nový Jičín.

## Geografia antropica
Il distretto conta 53 comuni:

### Città
- Bílovec
- Frenštát pod Radhoštěm
- Fulnek
- Kopřivnice
- Nový Jičín
- Odry
- Příbor
- Studénka
- Štramberk

### Comuni mercato
- Spálov
- Suchdol nad Odrou

### Comuni
- Albrechtičky
- Bartošovice
- Bernartice nad Odrou
- Bílov
- Bítov
- Bordovice
- Bravantice
- Heřmanice u Oder
- Heřmánky
- Hladké Životice
- Hodslavice
- Hostašovice
- Jakubčovice nad Odrou
- Jeseník nad Odrou
- Jistebník
- Kateřinice
- Kujavy
- Kunín
- Libhošť
- Lichnov
- Luboměř
- Mankovice
- Mořkov
- Mošnov
- Petřvald
- Pustějov
- Rybí
- Sedlnice
- Skotnice
- Slatina
- Starý Jičín
- Šenov u Nového Jičína
- Tichá
- Tísek
- Trnávka
- Trojanovice
- Velké Albrechtice
- Veřovice
- Vražné
- Vrchy
- Závišice
- Ženklava
- Životice u Nového Jičína